# جيرالدين فنتون
جيرالدين فنتون هي راقصة على الجليد كندية، ولدت في القرن العشرين.